# فيرنر كولر
فيرنر كولر (مواليد 14 ديسمبر 1942 في زيورخ) هو عالم لسانيات سويسري وأستاذ فخري في اللغويات الألمانية في معهد الدراسات الألمانية بجامعة برجن في النرويج. في دراسات الترجمة ركز بشكل أساسي في منشوراته وأبحاثه والمواصفات على مفهوم التكافؤ في سياق الترجمة.
درس كولر اللغة الألمانية واللغويات العامة والفلسفة ودراسات الشمال في جامعة زيورخ وجامعة ستوكهولم وتخرج حاصلا على الإجازة من زيورخ في عام 1968. بين عامي 1969 و 1974 عمل في كلا الجامعتين في مجالات المساعدة والتدريس. في عام 1972 حصل على الدكتوراه من ستوكهولم في موضوع المشاكل الأساسية في نظرية الترجمة. مع اعتبار خاص لحالات الترجمة السويدية الألمانية. من عام 1974 إلى عام 1978 عمل كولر أستاذاً لعلم اللغة التطبيقي في جامعة هايدلبرغ. في عام 1978 بدأ التدريس كأستاذ اللغة الألمانية في جامعة برغن. تقاعد كولر منذ 31 ديسمبر 2012.